# Bulbophyllum elongatum
Bulbophyllum elongatum là một loài phong lan thuộc chi Bulbophyllum.